# Línea First Hill
La línea First Hill es una línea del Tranvía de Seattle con una extensión de 1,3 millas (2,09 km), cubriendo un total de 2,6 millas (4,18 km) a lo largo de su ruta, conectado al barrio First Hill con el Centro de Seattle, Washington. El servicio empezó el 23 de enero de 2016.  Actualmente es la segunda línea del Tranvía de Seattle, junto con la Línea South Lake Union.

## Paradas
| S Jackson Street & Occidental Ave S | Pioneer Square                       | Conexiones hacia Washington State Ferries, King County Water Taxi. Abastece al Occidental Park, Waterfront y al Klondike Gold Rush National Historical Park | Sentido norte; terminal sur |
| S Jackson Street & 5th Avenue S     | Chinatown/International District     | Conexiones hacia el Túnel del Centro de Seatle en International District/Chinatown y hacia Ferrocarril Regional Sounder en la Estación de la Calle King.    |                             |
| S Jackson Street & 7th Avenue S     | Chinatown/International District     | Abastece al Wing Luke Asian Museum, Kobe Terrace |                             |
| S Jackson Street & 13th Avenue S    | Little Saigon/International District | Abastece a Little Saigon/International District |                             |
| 14th Avenue S & S Washington Street | Central District                     | Abastece al Central District |                             |
| Yesler Way & Broadway               | Yesler Terrace                       | Abastece a Yesler Terrace. Compartida con las rutas 27 y 60 del King County Metro.                                                                          |                             |
| Broadway & Terrace Street           | First Hill                           | Abastece a Harborview Medical Center. Compartida con la ruta 9 del King County Metro.                                                                       |                             |
| Broadway & Marion Street            | First Hill                           | Abastece a la Universidad de Seattle, Swedish Medical Center compartida con la ruta 9 del King County Metro.                                                |                             |
| Broadway & E Pike Street            | Pike/Pine                            | Abastece al Seattle Central College. Compartido con las rutas 9 y 60 del King County Metro.                                                                 | Sentido sur                 |
| Broadway & E Pine Street            | Pike/Pine                            | Abastece al Seattle Central College. Compartida con las rutas 9 y 60 del King County Metro.                                                                 | Sentido norte               |
| Broadway & E Denny Way              | Capitol Hill                         | Conexiones con el Tren Ligero de Seattle en la estación de Capitol Hill. Abastece al Cal Anderson Park.                                                     | Terminal norte              |